# Tetragnatha lewisi
Tetragnatha lewisi este o specie de păianjeni din genul Tetragnatha, familia Tetragnathidae, descrisă de Arthur M. Chickering în anul 1962.
Este endemică în Jamaica. Conform Catalogue of Life specia Tetragnatha lewisi nu are subspecii cunoscute.